# 데르비 파울리스타
데르비 파울리스타(Derby Paulista)는 SC 코린치앙스 파울리스타와 SE 파우메이라스의 더비 매치이다. 

## 개요
브라질을 대표하는 최고 명문구단들의 더비로 브라질을 대표하는 축구 더비 경기로 평가받고 있다.